# 데이비드 브린
글렌 데이비드 브린(영어: Glen David Brin, 1950년 10월 6일 ~ )은 미국의 소설가이다. 《스타타이드 라이징》을 비롯한 '지성화 우주 시리즈'와 영화화되기도 한 《포스트맨》이 그의 대표작이다. 1950년 캘리포니아주 글렌데일에서 태어나, 1973년 캘리포니아 공과대학교를 졸업한 뒤, 캘리포니아 대학교 샌디에이고에서 우주 과학 전공으로 석박사 학위를 받았다. 학위를 마친 후 한동안 연구와 집필을 병행했지만, 1990년 이후로는 집필과 강연, 컨설팅에 집중하고 있다. NASA의 자문 위원을 역임하기도 했다.

## 저작

### 지성화 우주 시리즈
| 연도 | 제목              | 원제             | 비고                                              |
| ---- | ----------------- | ---------------- | ------------------------------------------------- |
| 1980 | 선다이버          | Sundiver         |                                                   |
| 1983 | 스타타이드 라이징 | Startide Rising  | 1984년 휴고상, 수상 1983년 네뷸러상 수상          |
| 1987 | 지성화 전쟁       | The Uplift War   | 1988년 휴고상, 로커스상 수상 1987년 네뷸러상 후보 |
| 1995 |                   | Brightness Reef  | 1996년 휴고상, 로커스상 후보                      |
| 1996 |                   | Infinity's Shore |                                                   |
| 1998 |                   | Heaven's Reach   |                                                   |

| 연도 | 제목        | 원제                | 비고                                                           |
| ---- | ----------- | ------------------- | -------------------------------------------------------------- |
| 1984 |             | The Practice Effect |                                                                |
| 1985 | 포스트맨    | The Postman         | 1986년 로커스상, 캠벨상 수상, 휴고상 후보 1985년 네뷸러상 후보 |
| 1986 | 혜성의 심장 | Heart of the Comet  | 1987년 로커스상 수상                                           |
| 1986 | 시간의 강   | The River of Time   | 단편집                                                         |
| 1990 | 지구        | Earth               | 1991년 휴고상, 로커스상 후보                                   |
| 1993 | 글로리 시즌 | Glory Season        | 1994년 휴고상, 로커스상 후보                                   |
| 2002 | 킬른 사람들 | Kiln People         | 2003년 캠벨상, 클라크상, 휴고상, 로커스상 후보                 |

### 논픽션
- 투명한 사회 The Transparent Society (1998)